# 鉄・硫黄クラスター
鉄・硫黄クラスター（てつ・いおうクラスター、en:Iron-sulfur cluster）は鉄と硫黄からなるクラスターである。
鉄・硫黄クラスターは鉄・硫黄タンパク質が持つ生物学的機能を調べるなかでしばしば研究の対象とされてきた。有機金属化学の分野の中で、多くの鉄・硫黄クラスターが生物が持つクラスターの合成類似体として、あるいはその前駆体として知られている。

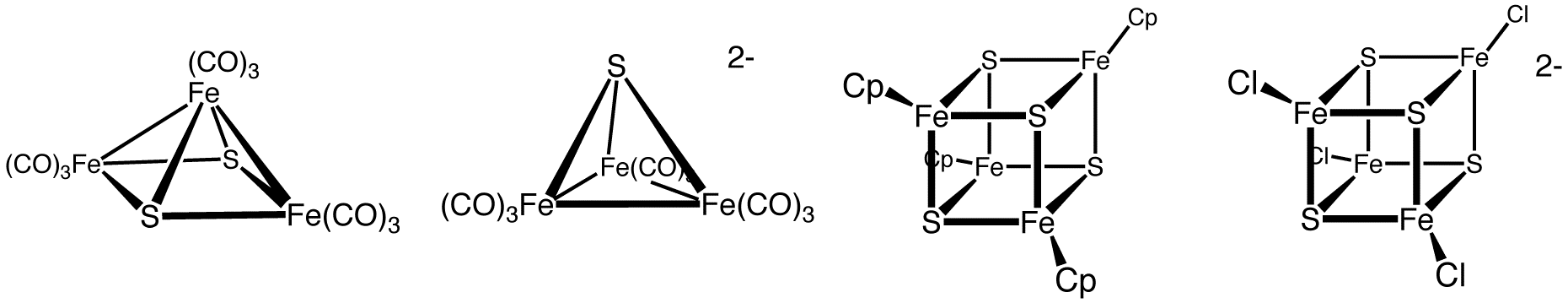
合成されたクラスターの例。
左から、Fe_{3}S_{2}(CO)_{9}、[Fe_{3}S(CO)_{9}]^{2-}、(C_{5}H_{5})_{4}Fe_{4}S_{4}、および [Fe_{4}S_{4}Cl_{4}]^{2-}である。